# Dessewffy Árpád
Cserneki és tarkeői Dessewffy Árpád (Tarkő, 1858. december 25. – Budapest, 1886. augusztus 2.) vasúti tisztviselő.

## Élete
A szabad osztrák-magyar államvasút titkársági tisztviselője volt. 1865–1866-ban a budapesti József-műegyetem hallgatója volt. Párbajban hunyt el.

## Munkái
Beszélyeket fordított a Magyarország és Nagyvilágba (1883.), M. Bazárba és a Fővárosi Lapokba 1885–86. Coppée versét fordította); rajzot is irt az Ország-Világba (1884.) Ő is, mint bátyja, a francia s angol lapokba irt és a magyar viszonyokat ismertette; ezenkivül Petőfi több költeményét sikerült francia fordításban közölte tőle a Revue Internationale és a Revue des deux Mondes (1885.)